# Sicyopterus halei
Sicyopterus lagocephalus là một loài cá thuộc họ Gobiidae. đây là loài đặc hữu của Sri Lanka. They eat insects in the form of larvas. The exportation of this species is forbidden.